# Nel tunnel dei misteri con Nancy Drew e gli Hardy Boys
Nel tunnel dei misteri con Nancy Drew e gli Hardy Boys (The Hardy Boys/Nancy Drew Mysteries) è una serie televisiva statunitense in 46 episodi trasmessi per la prima volta nel corso di 3 stagioni dal 1977 al 1979. In Italia è conosciuta anche con il titolo di I misteri di Nancy Drew.
È una serie del genere giallo incentrata sulle vicende dei detective dilettanti Frank e Joe Hardy, due fratelli, e Nancy Drew. Gli Hardy Boys e Nancy Drew erano entrambi due franchise di successo, nel campo dell'editoria, di proprietà di Stratemeyer Syndicate, un gruppo editoriale che possedeva molte linee di libri per bambini. È una serie dal format insolito, in quanto spesso gli episodi vedono i tre protagonisti in onda alternativamente in uno stile quasi antologico: in alcuni episodi sono presenti solo gli Hardy Boys, in altri solo Nancy Drew.

## Trama
Gli Hardy Boys sono due fratelli detective dilettanti. Frank è il più anziano dei due e Joe è di due anni più giovane. I due ragazzi vivono nella città immaginaria di Bayport, Massachusetts, con il loro famoso padre, Fenton Hardy (Ed Gilbert), un detective privato in precedenza collaboratore con il New York Police Department. Oltre ai due fratelli, gli episodi con gli Hardy Boys si avvalgono di due altri personaggi con una certa regolarità: la zia Gertrude e un'amica dei ragazzi, Callie Shaw. Altri personaggi che hanno avuto una parte importante nei libri, come Chet Morton (Gary Springer), appaiono solo brevemente nella serie. 
Nancy Drew è una detective dilettante - lei preferisce il termine "investigatrice part-time" - figlia dell'avvocato Carson Drew. Vive con il padre nella fittizia River Heights che, per i crossover presenti nella serie, non può essere troppo distante dalla città degli Hardy Boys di Bayport. Oltre a Nancy Drew e suo padre, le storie di Nancy si avvalgono di altri due personaggi con una certa regolarità: la sua cara amica George Fayne (Jean Rasey e, in seguito per tre episodi, Susan Buckner) e Ned Nickerson (George O'Hanlon Jr., figlio dell'attore George O'Hanlon). Un altro personaggio di primo piano dei libri di Nancy Drew è Bess Marvin che però nella serie compare solo in due episodi. Nei romanzi, Nickerson è esplicitamente identificato come il fidanzato di Nancy, nella serie televisiva la loro storia d'amore è più ambigua. Nella prima serie, Nickerson è uno studente di legge che lavora part-time per Carson Drew. Nella seconda serie, Nickerson viene reintrodotto - senza alcun riferimento alle sue precedenti apparizioni - come giovane avvocato della Procura Distrettuale. In questa seconda apparizione è interpretato da Rick Springfield.
Nel primo episodio della seconda stagione (The Hardy Boys and Nancy Drew Meet Dracula) gli Hardy Boys e Nancy Drew si incontrano in una stanza d'albergo in Romania; i ragazzi sono sulle tracce del loro padre, che sta lavorando su un caso con Nancy Drew. L'incontro non inizia nel modo migliore perché Nancy atterra Frank con una mossa di karate. Anche se il rapporto tra Nancy Drew e gli Hardy Boys è un po' platonico, c'è una storia d'amore implicita tra Nancy Drew e Frank Hardy. In un episodio (Mystery of the Hollywood Phantom) si baciano brevemente. Durante la seconda stagione, solo tre episodi vedono come protagonista Nancy, il resto ha come protagonisti gli Hardy Boys con Pamela Sue Martin nel ruolo di Nancy Drew, accreditata come guest star. Martin lasciò la serie durante la seconda stagione e fu sostituita, per tre episodi verso la fine, dall'attrice Janet Louise Johnson.
Nella terza stagione Nancy Drew viene eliminata dal cast e la serie viene ribattezzata semplicemente The Hardy Boys. In questa stagione, i ragazzi diventano agenti professionali per il Dipartimento di Giustizia.

## Personaggi e interpreti
- Joe Hardy (46 episodi, 1977-1979), interpretato da Shaun Cassidy.
- Frank Hardy (46 episodi, 1977-1979), interpretato da Parker Stevenson.
- Nancy Drew (21 episodi, 1977-1978), interpretata da Pamela Sue Martin.
- Fenton Hardy (18 episodi, 1977-1978), interpretato da Ed Gilbert.
- Carson Drew (11 episodi, 1977-1978), interpretato da William Schallert.
- Callie Shaw (7 episodi, 1977), interpretata da Lisa Eilbacher.
- Zia Gertrude (7 episodi, 1977), interpretata da Edith Atwater.
- Ned Nickerson (7 episodi, 1977), interpretato da George O'Hanlon Jr..
- George Fayne (7 episodi, 1977), interpretato da Jean Rasey.
- Harry Hammond (7 episodi, 1978-1979), interpretato da Jack Kelly.
- Nancy Drew (4 episodi, 1978), interpretata da Janet Julian.
- Sceriffo King (4 episodi, 1977), interpretato da Robert Karnes.
- George Fayne (3 episodi, 1977-1978), interpretata da Susan Buckner.
- Jess (3 episodi, 1977-1978), interpretata da Anne Lockhart.
- Bess Marvin (3 episodi, 1977), interpretata da Ruth Cox.
- Paul Owens (3 episodi, 1978), interpretato da Edd Byrnes.
- Vince Carroll (3 episodi, 1978), interpretato da Eric Lawrence.
- Agente Thomas (2 episodi, 1977-1978), interpretato da Victor Holchak.
- Capitano Powers (2 episodi, 1977-1978), interpretato da Dane Clark.
- Madge (2 episodi, 1977), interpretata da Bonnie Ebsen.
- Capitano Collig (2 episodi, 1977), interpretato da Herb Voland.
- Eric Litton (2 episodi, 1977), interpretato da Walt Davis.
- Alexander Cartel (2 episodi, 1977-1978), interpretato da Craig Stevens.
- Carla Bradley (2 episodi, 1977-1978), interpretata da Robin Mattson.
- Keller (2 episodi, 1977-1978), interpretato da Robert Sampson.
- Detective Molly (2 episodi, 1978), interpretata da Pernell Roberts.
- Chet Morton, interpretato da Gary Springer.

## Produzione
La serie fu prodotta da Glen A. Larson Productions e Universal TV e girata negli studios della Universal a Universal City in California e sulla RMS Queen Mary a Long Beach. In alcuni casi brevi filmati furono girati in Europa, in particolare in Grecia. Le musiche furono composte da Stu Phillips e John Andrew Tartaglia. La serie fu candidata per un Emmy Award nel 1977, nella categoria "Special Classification of Outstanding Individual Achievement", in riconoscimento del lavoro del direttore della fotografia Enzo Martinelli.

### Registi
Tra i registi della serie sono accreditati:
- Joseph Pevney in 7 episodi (1977-1978)
- Steven Hilliard Stern in 3 episodi (1977)
- Christian I. Nyby II in 3 episodi (1978)
- Jack Arnold in 2 episodi (1977-1978)
- John J. Dumas in 2 episodi (1977-1978)
- Winrich Kolbe in 2 episodi (1977-1978)
- Noel Black in 2 episodi (1977)
- Michael Caffey in 2 episodi (1977)
- Alvin Ganzer in 2 episodi (1977)
- Ron Satlof in 2 episodi (1977)
- Ray Austin in 2 episodi (1978)
- Dennis Donnelly in 2 episodi (1978)
- Vince Edwards in 2 episodi (1978)

## Distribuzione
La serie fu trasmessa negli Stati Uniti dal 30 gennaio 1977 al 14 gennaio 1979 sulla rete televisiva ABC. In Italia è stata trasmessa negli anni 1980 con il titolo I misteri di Nancy Drew su RaiUno, poi con il titolo Nel tunnel dei misteri con Nancy Drew e gli Hardy Boys su Italia 1; è andata in onda anche su reti locali.
Alcune delle uscite internazionali sono state:
- negli Stati Uniti il 30 gennaio 1977 (The Hardy Boys/Nancy Drew Mysteries o The Nancy Drew Mysteries)
- in Belgio il 20 settembre 1978
- in Italia (Nel tunnel dei misteri con Nancy Drew e gli Hardy Boys o I misteri di Nancy Drew)

## Episodi
| Stagione         | Episodi | Prima TV USA |
| ---------------- | ------- | ------------ |
| Prima stagione   | 14      | 1977         |
| Seconda stagione | 22      | 1977-1978    |
| Terza stagione   | 10      | 1978-1979    |